# Porte d'Arras (metrostation)
Het metrostation Porte d'Arras is een station van metrolijn 2 van de metro van Rijsel, gelegen in het zuiden van de Franse stad Rijsel. De naam van dit station komt van de oude stadspoort met dezelfde naam, die zich in de buurt van dit station bevond en verdween nadat de vestingmuur van de stad werd afgebroken. Het station ligt op de rand van de wijken Moulins en Lille Sud en naast de afrit "Moulins" van de A25. De Rechtenfaculteit van de Université de Lille II bevindt zich eveneens in de buurt van dit metrostation.

## Architectuur
Het gebouw van het metrostation heeft kenmerken van het futurisme: een massief gebouw dat op geometrisch vlak met de traditionele architectuur breekt, de lijnen die een indruk van snelheid en beweging geven en veel ramen. Er zijn geen versieringen of beeldhouwwerken te zien zoals in sommige andere metrostations als Wazemmes en République - Beaux Arts, wat ervoor zorgt dat de aandacht van de reizigers des te meer op deze kenmerkende architectuur wordt gericht.